# Citroën Saxo
O Citroën Saxo é um modelo do segmento B (supermini) produzido pela marca francesa Citroën entre 1996 e 2003. Foi vendido no Japão sob a designação Citroën Chanson, porque a Honda já havia registrado o nome "Saxo". Partilha muitos dos seus componentes com o Peugeot 106 (que foi desenvolvido a partir do seu antecessor, o Citroën AX), sendo que as maiores diferenças entre os dois se encontram nos interiores e carroçaria. A produção terminou em 2003, quando foi substituído pelo Citroën C2. Foram produzidas 1 653 514 unidades do Saxo.

## Versões e motorização
Todos os motores de origem são da série PSA TU, que também equipou o Peugeot 205 (a partir de 1988) e o Citroën AX. Esta série teve as suas raízes nos motores OHC PSA X, utilizados noutros automóveis do grupo PSA, como o Citroën Visa, Peugeot 104 e nas primeiras versões do Peugeot 205. Na sua época de produção, a gama incluía cinco motores a gasolina e um motor diesel, todos naturalmente aspirados.
Apesar dos menores índices de potência comparativamente com os carros modernos do mesmo segmento, ou mesmo com os concorrentes da altura, a relação peso-potência tem sido apontado como um trunfo deste modelo. A versão de topo VTS apresenta uma tara de 935 kg e as versões com motores de menor potência (excepto o diesel) são, aproximadamente, 100 kg mais leves. Em comparação com motores de potência semelhante, o seu peso relativamente baixo beneficia o desempenho, bem como a condução em cidade. Com excepção do VTS, com 16 válvulas, todos os outros motores eram unidades mais antigas do SOHC, o que significa também um baixo consumo. Por exemplo, a popular versão 1.1 conseguia atingir consumos na ordem dos 7 ou 8 litros a cada 100 quilómetros em condução citadina.
A versão inicial 1.0 foi considerada como tendo pouca potência, em particular se comparada com o posterior 1.1, bastante melhor segundo os críticos, dado que tinha quase mais 200 cc e sofreu um aumento do binário de cerca de 30%.
Havia três modelos desportivos do Saxo:
- O Westcoast, mais tarde substituído pelo Furio, que contou com um motor 1.4I 8V 75 cv motor com uma velocidade máxima de 175 km/h e fazia 0-100 km/h em 11,2 segundos.
- O VTR MK1 (1997-1999) com um motor 1.6I 8V 89 cv, o que fazia com que a velocidade máxima atingisse os 187 km/h e o tempo dos 0-100 km/h fosse de 10,0 segundos. O VTR MK2 (1999-2003) contou com 1.6I 8V 97 cv, o que representa uma velocidade máxima de 193 km/h e uma performance dos 0-100 km/h em 9,2 segundos.
- O VTS 16V tinha um 1.6I 118 cv, uma velocidade máxima de 205 km/h (127 mph) e fazia 7,8 segundos dos 0 aos 100 quilómetros por hora. O desempenho do VTS MK1 (1997-1999) e MK2 (1999-2003) era semelhante.

Estes modelos incluíam discos de travão ventilados dianteiros de 247 milímetros e os VTR e VTS contavam ainda com discos de travão traseiros com a mesma dimensão. Para além disso, estes modelos destacavam-se dos restantes pelo reforço da suspensão. O VTS tinha travões de disco de 22 mm e o VTR e Westcoast/Furio 19 mm. O VTS tinha uma barra estabilizadora dianteira de 19 mm e uma barra estabilizadora traseira de 22 mm, enquanto o VTR e Westcoast/Furio tinha 19 mm e 21 mm (ou, por vezes 19 mm), respectivamente.
Para além de tudo isto, todos os modelos desportivos contaram ainda com um kit de carroçaria personalizado, vulgarmente conhecido como "VT".
Em 1997, foi colocada uma caixa de velocidades automática de três velocidades no motor 1.6i 8V 89 cv, disponível no Saxo SX e VSX. Posteriormente, no final desse ano, o 1.6i de caixa automática foi substituído por um motor 1.4i 74 cv. O 1.6i era mais potente (velocidade máxima de 176 km/h) em comparação com o 1.4 (velocidade máxima de 166 km/h).
Após o facelift do Saxo, em 1999, a Citroën continuou a usar o motor 1.4i de caixa automática. Devido ao facto do C3 1.4i ter uma caixa de transmissão automática, a produção do Saxo com a mesma transmissão terminou em março de 2002, apesar dos modelos manuais terem sido vendidos até o final de 2003.
- 1.0 L (954 cc) TU9 I4 49 cv
- 1.1 L (1124 cc) TU1 I4 59 cv
- 1.4 L (1360 cc) TU3 I4 75 cv
- 1.5 L (1527 cc) TUD5 diesel I4 58 cv
- 1.6 L (1587 cc) TU5 I4 89 cv
- 1.6 L (1587 cc) TU5 I4 98 cv
- 1.6 L (1587 cc) TU5 I4 120 cv

## Aerodinâmica
O Citroën Saxo tem um coeficiente de resistência aerodinâmica de 0,340.